# 트위기
레슬리 로슨 여사(영어: Dame Lesley Lawson, DBE, 1949년 9월 19일 ~ )는 별명 트위기(Twiggy)로 알려진 잉글랜드의 모델 겸 배우, 가수이다.
별명 트위기는 몸무게가 40kg이라 잔가지처럼 연약하다는 뜻으로 지어진 것으로, 1960년대의 새로운 분위기에 완벽하게 부합했다.
그녀는 비달 사순이 손질한 기하학적인 커트 머리에 어울리는 길이의 새 미니스커트를 유행시켰다.
그녀는 1960년대의 슈퍼모델로서의 위치를 확고히 해서, 《타임》지의 표지 모델이 되기도 했다.
"1966년의 얼굴"이라 불린 그녀는 개성 있는 메이크업, 드레스, 양말 등으로 새로운 패션 영역을 개척했으며 그녀의 이름을 딴 인형도 생겼다.

## 약력
트위기는 17세에 데뷔해 1960년대를 뒤흔들었던 영국의 톱 모델로, 봉제공장에서 일했고 미용실에서 보조 일을 하다가 모델에 발탁된 인생역전의 산 증인이다.
야무진 눈매, 웃음기 없는 입술, 주근깨, 깡마른 체형, 중성적인 이미지에 여공 분위기도 나는 그녀는 무릎 위로 올라오는 유아스러운 짧은 A라인 원피스, 굽낮은 구두와 함께 보브컷 헤어스타일로 전 세계에 엄청난 센세이션을 불러일으켰는데, 그 결과 단지 이름에 불과했던 트위기라는 단어를 "60년대의 얼굴(The Face of '60)"이라는 수식어와 함께 몇 세대를 뛰어넘을 전설로 만들었다.
1990년 초, 패션계에 케이트 모스가 등장했을 때 언론은 굉장히 야위고 짧은 컷의 그녀에게 90년대 트위기라고 종종 얘기하곤 했다. 마른 몸매를 위해 많은 소녀들이 다시 거식증에 걸리게 만들었고 전 세계적으로 다시 트위기룩이 유행했던 것은 두 말할 나위가 없다.
4년이라는 짧은 모델 경력동안 지금까지 건재한 스타일을 남긴 트위기는 모델에서 은퇴한 뒤 평범한 주부가 되었다.
생계를 위해 옷걸이가 될 수 없다는 이유로 정상의 자리에서 과감히 내려온 트위기는 '레슬리 혼비(Lesley Hornby)'로 돌아갔다.

## 당시사회에 미친 영향
60년대 후반에 등장한 트위기의 파장은 엄청났다.
여성스러움을 중시했던 60년대 패션계에 보이시한 스타일을 지닌 트위기의 등장은 가히 폭발적인 반응을 불러왔다. 빼빼 마른 체구가 바로 그녀를 유명하게 만든 존재의 이유였다.
몸무게 40kg이라는 사이즈는 당시 여성들을 다이어트로 몰아넣기에 충분했다.
지금까지도 많은 슈퍼모델들이 트위기를 본보기로 삼아 다이어트에 힘쓰고 있다.
패션 화보에도 많은 영향을 끼친 트위기는 현재의 모델들이 보여주는 패션 화보의 콘셉트와 형식을 처음으로 만든 인물이기도 하다.
그녀 특유의 몽환적 표정과 포즈는 지금도 많은 모델들에게 가이드라인이 되고 있다.

## '트위기'가 만들어 낸 것들

### 트위기룩
유아스러운 짧은 A라인 원피스와 굽 낮은 플랫 슈즈, 미니멀한 패턴에 강렬한 포인트 대비는 일명 트위기 스타일이라 불리며 비틀즈와 함께 60년대 모즈룩을 상징하는 패션으로 전 세계에 센세이션을 불러일으켰다.
또한 미니스커트는 당시 모델이었던 트위기의 가냘픈 몸매와 천진난만한 모습의 단발머리(Bob cut)와 함께 선보였다.
당시 미니는 노동자와 중간 계층 출신의 여성들이 즐겨 입었는데, 패션 전문가들과는 전혀 상관없는 자신을 위한 새로운 패션으로 창조되기도 하였다.
1965에서 1966년을 지나며 스커트는 점점 더 짧아졌고, 스커트 총 길이가 18인치밖게 안 되는 가장 짧은 미니스커트가 대량생산되어 판매되었다.

### 트위기컷
'트위기컷'은 60년대 패션 아이콘 트위기의 짧은 헤어스타일에서 유래했다.
당시 모델이던 트위기는 생머리를 과감히 자르고, 긴 머리 여성이 아름답다는 편견에 정면으로 도전했다. 세계는 짧은 트위기컷의 매력에 푹 빠졌다.

### 트위기 메이크업
개성이 중요시되는 메이크업 트렌드가 나타났으며, 문신도 유행했다. 1960년대 중반으로 갈수록 메이크업은 더욱 장식화 되고 더욱 대담해졌으며, 트위기 메이크업이 대표적이다.
인조 속눈썹으로 눈을 한 층 강조했고, 입술 선을 강조했으며 흐린 펄 립스틱을 활용했다.

## 모델 외의 활동

### 영화
- 1971년 《보이 프렌드》(The Boy Friend) 주연
- 1980년 《블루스 브라더스》 조연
- 1986년 《지상의 낙원》(Club Paradise) 조연
- 1988년 《마담 소사츠카》(Madame Sousatzka) 조연
- 1993년 《보디 백》(Body Bags) 조연
- 1998년 《17세의 혼돈》 단역

### 리얼리티 프로그램
도전! 슈퍼모델 심사위원

### 뮤지컬
《마이 원 앤드 온리》(My One and Only) - 제37회 토니상 뮤지컬부문 여우주연상 후보에 오름

## 평가
당시 보이시한 그녀의 스타일은 트위기를 런던을 대표하는 모델로 만들었다. 데뷔 직후 몸값이 60달러에서 200달러로 올랐고 엘르, 보그, 하퍼스 바자, 룩, 세븐틴, 매콜스, 태틀러 등 유명잡지의 표지를 장식했다.
런치박스, 부자연스런 속눈썹, 스웨터, 손가방과 종이인형, 미니원피스, 플랫슈즈 - 이 모두가 트위기가 유행시킨 것들이다.
트위기의 날씬한 다리와 수줍어하는 말괄량이 소녀의 모습은 무척이나 매력적으로 보였으나, 그녀의 빼빼마른 체형이 십대 소녀들에게 우상과 본보기가 되기도 했다. 하지만 그 마른 체형이 오히려 트위기를 더욱 유명하게 했다.
단발머리에 왜소한 체격의 17세 소녀는 다른 모델들과 상반된 모습을 하고 있었지만 그것을 당당하게 자기만의 것으로 소화해냈다. 그녀는 긴 머리의 모델들만이 아름다울 수 있다는 당시의 고정관념을 철저히 무너뜨렸고, 곧 60~70년대 최고의 패션 아이콘이자 세계적인 슈퍼스타의 자리에 올랐다.
그녀는 2번의 결혼을 하기도 하고, 아이를 낳기도 했다. 25세 때 자서전을 쓰기도 하고, 간간히 모델일을 하기도 했다. 현재의 트위기는 그녀의 젊은 시절과 명성에서 본적 없었던 더없이 밝은 빛을 발하고 있다.

## 상훈
- 1972년 제29회 골든 글로브 시상식 여우주연상, 신인상[2]
- 2019년 대영 제국 훈장 2등급(DBE, 작위급 훈장)[3]

## 참고 문헌

### 내용주
1. ↑  개명 전 이름이다.
2. ↑  출처: www.geocities.com[깨진 링크]

### 참조주
1. ↑  “Nominees”. 《토니상》.
2. ↑  “Twiggy”. 《골든 글로브상》.
3. ↑  “Supplement No. 1: New Year Honours List - United Kingdom”. 《런던 가제트》 (영어) (62507): N7. 2018년 12월 29일.